# Sturmtruppen (bande dessinée)
Sturmtruppen est une série de bande dessinée antimilitariste et satirique de l'Italien Bonvi ; commencée en 1968, elle continue jusqu'en 1995. L'œuvre connaît un succès durable et une adaptation au cinéma.

## Synopsis
Apparue pour la première fois en 1968 dans les colonnes du quotidien italien Paese sera , l'œuvre met en scène le caractère obtus du militarisme nazi à travers des soldats peureux et lâches.

## Albums
Elle est publiée en français à partir de 1976 chez Sagédition, puis J.-C. Lattès. 
1. Les Nazis sont des cons (1973) (BNF 41626798)
2. Sturmtruppen (1976) (BNF 34696164)
3. Le bataillon en folie (1977) (BNF 34643868)

## Postérité
La bande dessinée est adaptée au cinéma sous le même titre, traduit en français par Le Bataillon en folie, sorti en 1976.